# مقاطعة سيوورد (كانساس)
مقاطعة سيوورد (بالإنجليزية: Seward County)‏ هي واحدة من المقاطعات في ولاية كانساس، الولايات المتحدة الأمريكية.